# أوستيرلي (محطة مترو أنفاق لندن)
أوستيرلي (بالإنجليزية: Osterley) هي إحدى محطات مترو أنفاق لندن. تقع على خط بيكاديلي أفتتحت في المنطقة (Zone) رقم 4 أفتتحت في 1 مايو 1883، تغيير الموقع 25 مارس 1934.

## معرض صور

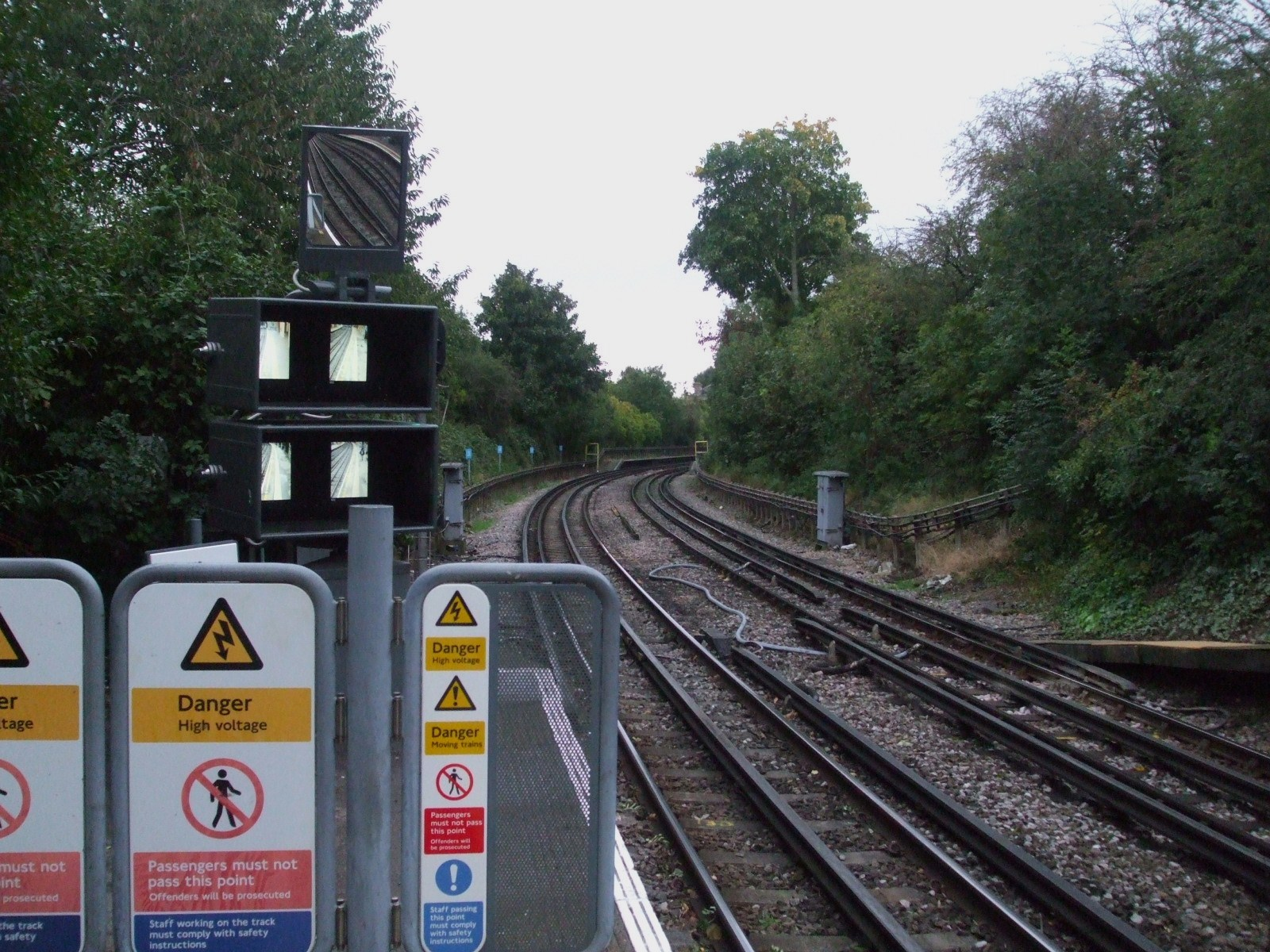
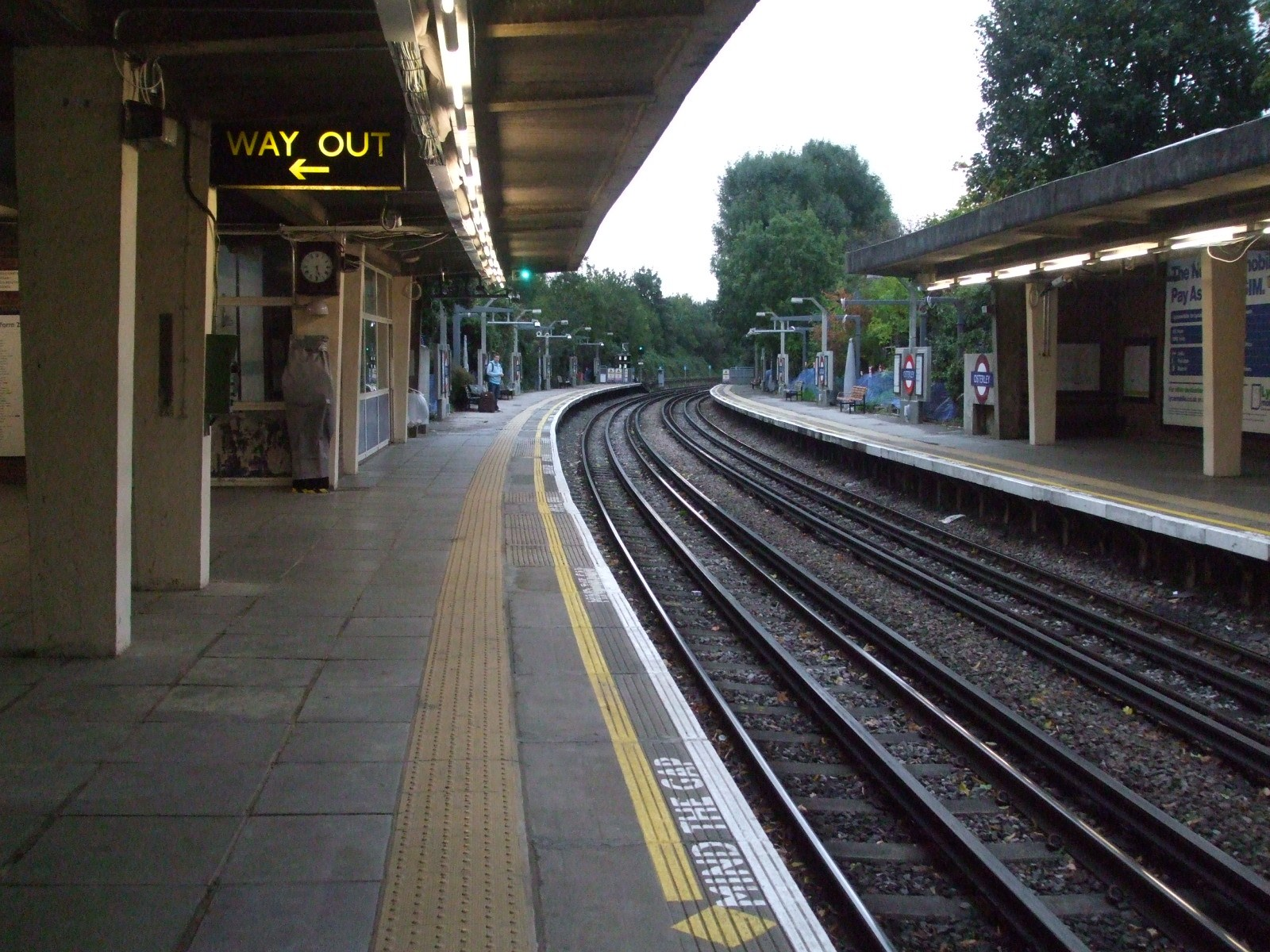
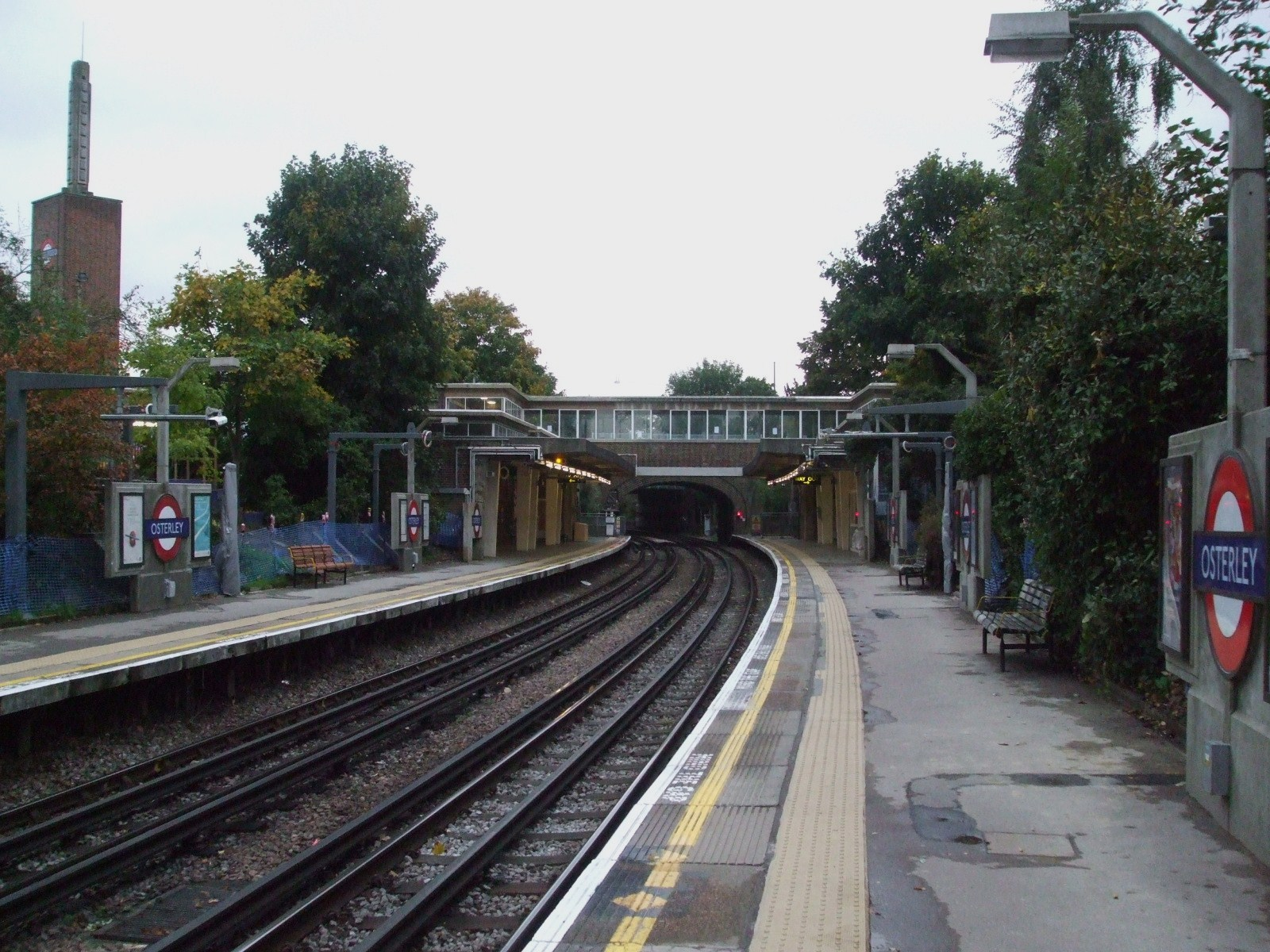
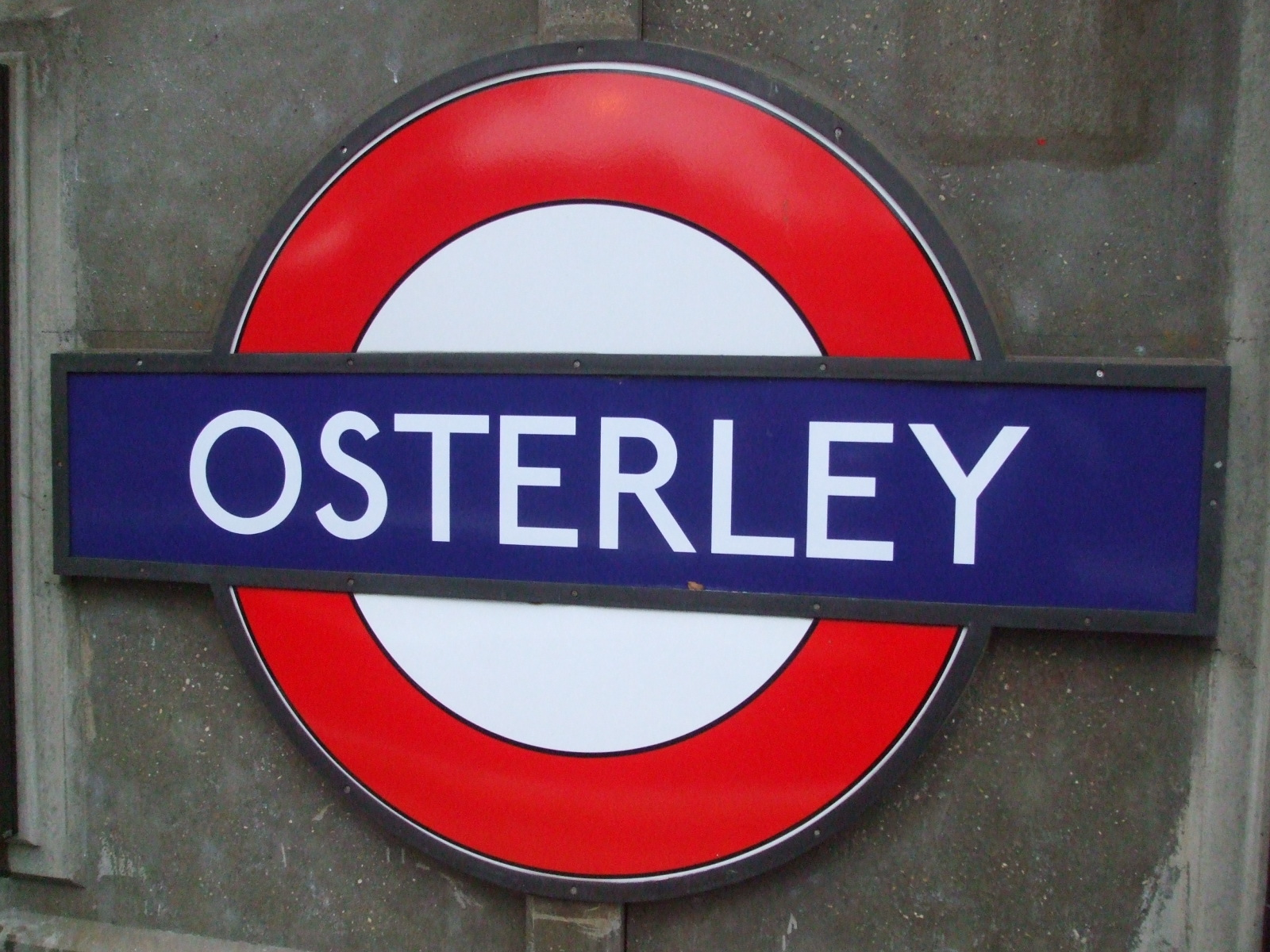